# Sergej Chlebnikov
Sergej Anatol'evič Chlebnikov (in russo Серге́й Анатольевич Хлебников?; Sortavala, 28 agosto 1955 – Mosca, 12 giugno 1999) è stato un pattinatore di velocità su ghiaccio sovietico, dal 1991 russo.

## Palmarès

### Olimpiadi
- 2 medaglie:
  - 2 argenti (1 000 metri a Sarajevo 1984; 1 500 metri a Sarajevo 1984)

### Mondiali - Sprint
- 2 medaglie:
  - 1 oro (Alkmaar 1982)
  - 1 argento (Grenoble 1981)